# Vanzone con San Carlo
Vanzone con San Carlo es una localidad y comune italiana de la provincia de Verbano-Cusio-Ossola, región de Piamonte, con 450 habitantes.

## Evolución demográfica
| Gráfica de evolución demográfica de Vanzone con San Carlo entre 1861 y 2001 |
|                                                                             |
| Fuente ISTAT - elaboración gráfica de Wikipedia                             |